# جان يونسن
جان يونسن (بالنرويجية البوكمول: Jan Johnsen)‏ هو سياسي نرويجي، ولد في 23 يوليو 1941 في النرويج، وتوفي في 8 أبريل 2000. حزبياً، نشط في حزب المحافظين. وقد انتخب عضو برلمان النرويج ‏.